# García Sánchez de Castela
García Sánchez (falecido em 1029) foi o último conde independente de Castela de 1017 até à sua morte. Filho de Sancho García e de sua esposa Urraca, ele sucedeu ao seu pai quando era apenas um menino.
Enquanto era menor, o posto de regente foi ocupado por vários magnatas castelhanos e Urraca, abadessa de Covarrubias, tia do jovem conde. O município ficou sob a protecção do seu cunhado, o rei Sancho III de Pamplona (Sancho o Grande). Jimena, sua irmã, era casada com Bermudo III de León.
Ele atingiu a maioridade em 1028 e foi assassinado no ano seguinte, ao deixar o palácio real em León, pelos irmãos Rodrigo Vela e Íñigo Vela. Ele tinha saído para encontrar a sua noiva, Infanta Sancha, irmã de Bermudo III de León.
O condado foi atribuído ao seu sobrinho Fernando, filho mais novo da sua irmã Muniadona e do seu marido Sancho, o Grande.